# Environmentální dopady letectví

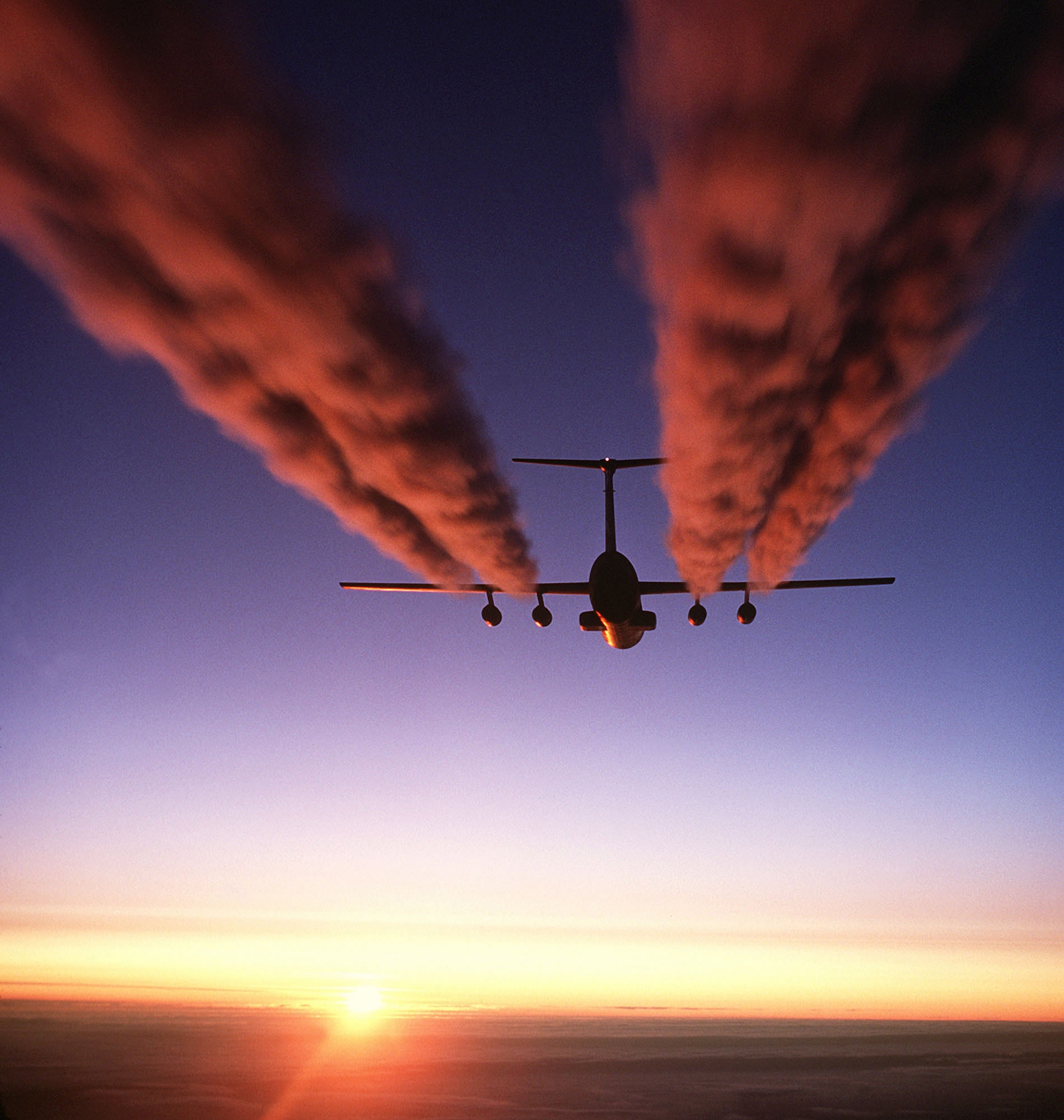
Letadlo C-141 Starlifter zanechává kondenzační stopy nad Antarktidou.

K environmentálním dopadům letectví (k dopadům letectví na životní prostředí) dochází, protože letecké motory emitují teplo, hluk, prachové částice a plyny, které přispívají ke globálnímu oteplování a ke globálnímu stmívání. Letadla vypouštějí částice a plyny, jako jsou oxid uhličitý (CO2), vodní pára, uhlovodíky, oxid uhelnatý, oxidy dusíku, oxidy síry, olovo a černý uhlík, které navzájem a s atmosférou reagují. Kondenzační stopa ale patrně způsobuje větší ohřívání planety než samotné emise. Velmi často je argumentováno, že letecká doprava se podílí na celkových emisích CO2 pouze 2 %, při započtení ostatních vlivů ukazují vědecké práce na skoro dvojnásobný podíl (3,5 %) na oteplování planety.
Navzdory úspornějším a méně znečišťujícím dvouproudovým a turbovrtulovým motorům přispívá rychlý růst letecké dopravy v uplynulých letech k nárůstu celkového znečištění způsobeného letectvím. Od roku 1990 do konce roku 2017 rostly osobokilometry o přibližně 5 % ročně. V Evropské unii vzrostly emise skleníkových plynů z letectví mezi lety 1990 a 2017 o 117 procent.
Komplexní výzkum ukazuje, že navzdory očekávaným efektivním inovacím letadel, motorů, aerodynamiky a letových operací není v dohledu žádný konec rychlého růstu emisí CO2 ani za mnoho desetiletí z cestování letadlem a letecké nákladní dopravy v důsledku předpokládaného neustálého růstu letecké dopravy. Je tomu tak i proto, že mezinárodní letecké emise unikaly mezinárodní regulaci až do konference Mezinárodní organizace pro civilní letectví v říjnu 2016, na níž se dohodl systém uhlíkové kompenzace CORSIA. Díky nízké nebo neexistující dani z leteckého paliva má letecká doprava navíc konkurenční výhodu oproti jiným druhům dopravy vlivem nižších cestovních nákladů. Pokud nebudou zavedena tržní omezení, růst emisí z letectví bude tak velký, že v polovině století vyčerpá celý nebo téměř celý roční rozpočet celosvětových emisí CO2, jaký by byl slučitelný s cílem udržet globální oteplování na úrovni 2 °C nebo nižší.
Probíhá debata o možném zdanění letecké dopravy a začlenění letectví do systému obchodování s emisemi, aby se zajistilo zohlednění celkových externích nákladů letecké dopravy.

## Globální oteplování

Radiační působení emisí z letectví (plynů a aerosolů) k roku 1992 podle odhadů IPCC

Stejně jako všechny lidské činnosti zahrnující spalování, většina forem letectví uvolňuje oxid uhličitý (CO2) a další skleníkové plyny do zemské atmosféry, což přispívá ke zrychlení globálního oteplování a (v případě CO2) k okyselení oceánů. Tyto obavy jsou zdůrazněny současným objemem komerčního letectví a mírou jeho růstu. Celosvětově denně (v roce 2014) letělo v průměru zhruba 8,3 milionů lidí (tři miliardy obsazených míst ročně), dvakrát více než v roce 1999. Jen samotné americké letecké společnosti spálily přibližně 61,3 miliardy litrů paliva během dvanácti měsíců od října 2013 do září 2014.
Vedle CO2 uvolňovaného při letu z většiny letadel spalováním paliv jako Jet-A (pro turbínové motory) nebo letecký benzín (pro pístové motory) přispívá letecký průmysl dále emisemi skleníkových plynů z pozemních letištních vozidel a emisemi cestujících a zaměstnanců během přístupu k letištím, jakož i prostřednictvím emisí vznikajících při výrobě elektřiny a tepla pro budovy letišť, při výrobě letadel a při výstavbě letištní infrastruktury.
Zatímco hlavní skleníkový plyn z motorových letadel při letu je CO2, další emise zahrnují oxid dusnatý a oxid dusičitý (společně nazývané oxidy dusíku neboli NOx), vodní páru a částice (sazí a síranů), oxidy síry, oxid uhelnatý (který se vzápětí váže s kyslíkem a mění na CO2), nedokonale spálené uhlovodíky, tetraethylolovo (pouze pístové motory na benzín) a radikály, jako je hydroxyl, v závislosti na typu použitého letadla. Váhový emisní faktor, tedy faktor, kterým by měly být vynásobeny emise CO2 z letectví za účelem získání ekvivalentních emisí CO2 pro roční průměrné podmínky letectví, je v rozmezí 1,3–2,9.

### Mechanismy a kumulativní účinky letectví na klima
Odhaduje se, že příspěvek všech civilních letadel, domácích i mezinárodních, v letectví ke globálním emisím samotného CO2 činí dvě a půl procenta (740 mil tun CO2). Nicméně v případě vysokorychlostních dopravních letadel, které často létají ve stratosféře nebo blízko pod ní, může i ne-CO2 efekt citlivý na výšku významně zvýšit celkový příspěvek k antropogenní (lidmi působené) změně klimatu. Profesor Stefan Gössling, spolueditor publikace Změna klimatu a letectví, v roce 2018 soudil, že onen příspěvek (radiační působení) je minimálně pět procent. Podzvuková letadla při letu přispívají ke změně klimatu čtyřmi způsoby:

#### Oxid uhličitý (CO2)
Emise CO2 z letadel za letu jsou nejvýznamnějším a nejlépe srozumitelnou částí celkového příspěvku letecké dopravy ke globálnímu oteplování. Úroveň a účinky emisí CO2 se v současnosti považují za stejné bez ohledu na nadmořskou výšku (tj. má stejné atmosférické účinky jako emise při zemi). V roce 1992 byly emise CO2 z letadel odhadovány na zhruba dvě procenta všech antropogenních emisí a ten rok byla atmosférická koncentrace CO2 připsatelná letectví přibližně kolem jednoho procenta celkového antropogenního nárůstu od průmyslové revoluce, přičemž pocházela většinou jen z posledních 50 let.

#### Oxidy dusíku (NOx)
Ve vysokých výškách kolem tropopauzy, kde putují velká proudová letadla, jsou emise NOx zvláště účinné při vytváření ozónu (O3) v horní troposféře. Emise NOx ve vysoké nadmořské výšce (8–13 km) mají za následek vyšší koncentraci O3 než povrchové emise NOx, a ozón tam navíc působí větší skleníkový efekt. Účinek přízemních koncentrací O3 je regionální a lokální, ale ve středních a horních výškách troposféry se ozón šíří globálně.
Emise NOx také snižují okolní úroveň methanu, dalšího skleníkového plynu, což oteplování planety snižuje. Tím se ale nevyrovná oteplující účinek emisí NOx vinou tvorby O3. Aktuálně se soudí, že síra a emise vodních par z letadel mají ve stratosféře tendenci spotřebovat O3, částečně tak vyrovnávají nárůst O3 vlivem NOx. Tyto účinky nebyly doposud kvantifikovány. Uvedené procesy nevztahují na letadla, která létají níže v troposféře, jako jsou lehká letadla nebo mnoho letadel na vnitrostátních linkách.

#### Vodní pára (H2O) a kondenzační stopy

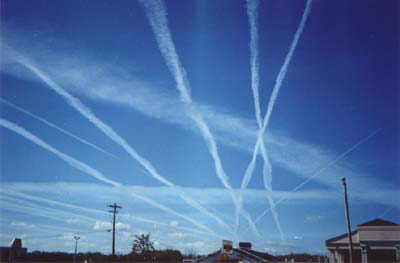
Kondenzační stopy

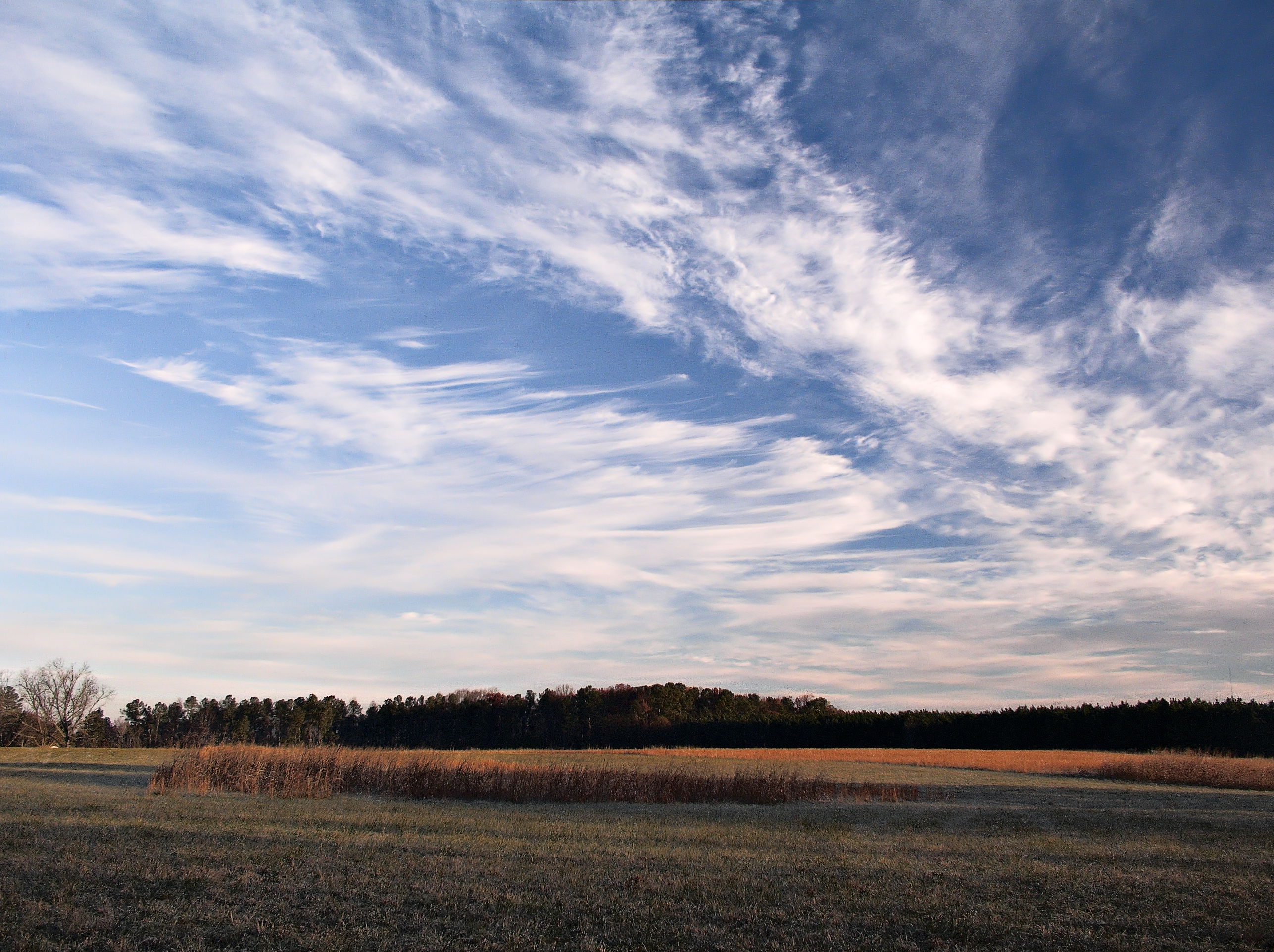
Cirrusová oblačnost

Jedním z produktů spalování uhlovodíků s kyslíkem je vodní pára, skleníkový plyn. Vodní pára produkovaná leteckými motory ve vysokých nadmořských výškách za určitých atmosférických podmínek kondenzuje do kapiček a vytváří kondenzační stopy. Kondenzační stopy jsou viditelná čárová oblaka, která se tvoří v chladné, vlhké atmosféře a mají také vliv na globálního oteplování (ačkoli méně významný než emise CO2 a jevy vyvolané emisemi NOx). Kondenzační stopy jsou neobvyklé (i když ne úplně vzácné) za letadly v nižší nadmořské výšce nebo z vrtulových letadel a vrtulníků.
Vídáváme, že se z kondenzačních stop někdy vytvářejí trvanlivé cirry, které pak mají na globální oteplování vliv delší a silnější než samotná tvorba těchto stop. Existuje určitá vědecká nejistota ohledně příspěvku tvorby kondenzačních stop a vzniku cirrů ke globálnímu oteplování a snahy o odhad celkového příspěvku letectví ke změně klimatu proto často mají tendenci nezahrnovat jeho účinky na zvýšení množství a mohutnosti cirrovité oblačnosti. Nicméně studie z roku 2015 zjistila, že umělá oblačnost způsobená expanzí kondenzačních stop snižuje rozdíl mezi denní a noční teplotou. První je snížena a ta druhá se zvyšuje ve srovnání s teplotami v den před a v den po těchto situacích, kdy se stopy vlhkém vzduchu proměňují v rozsáhlou oblačnost vysokého patra. V takových případech byl teplotní rozdíl mezi dnem a nocí snížen o 3 °C v jižní části Spojených států amerických a 2,8 °C na středozápadu této země.

#### Částice
Nejméně významné na základě hmotnosti je uvolňování sazí a síranových částic. Saze pohlcují všechno záření a mají oteplovací účinek; částice síranů odrážejí sluneční záření a mají malý chladicí účinek. Kromě toho mohou částice ovlivnit tvorbu a vlastnosti oblaků včetně kondenzačních stop a přirozeně se vyskytujících cirrů. "Rozšiřující se kondenzační stopy a řasovitá oblaka, která se z nich vyvíjejí – oboje označujeme jako cirry z letadel – mají dnes větší radiační působení než všechny emise CO2 z letecké dopravy, které v ovzduší zůstaly od prvního letounu poháněného motorem“. Z částeček emitovaných leteckými motory se za nejdůležitější pro tvorbu kondenzačních stop považují saze, protože jsou dostatečně velké, aby sloužily jako kondenzační jádra pro vodní páru. Všechna letadla poháněná spalováním uvolní určité množství sazí; nedávné studie ale naznačují, že snížení podílu aromatických uhlovodíků v palivu pro trysková letadla snižuje množství sazí.

### Emisí skleníkových plynů na osobokilometr

#### Průměrné emise
Emise letadel na osobokilometr se značně liší z důvodu různých faktorů, jako je velikost a typ letadla, nadmořská výška, podíl cestujících a nákladu při daném letu a také dle délky cesty a počtu mezipřistání na trase. Účinky daného množství emisí na klima (radiační působení) jsou také větší ve vyšších nadmořských výškách: viz níže.

##### Evropa
V Evropě byla průměrná spotřeba leteckého paliva na jednoho cestujícího v roce 2017 3,4 l/100 km, což je o 24 % méně než v roce 2005. Přitom provoz vzrostl o 60 % na 1 643 miliard osobokilometrů, takže emise CO2 vzrostly o 16 % na hodnotu 163 milionů tun. Z toho vyplývají emise téměř 100 g oxidu uhličitého na osobokilometr.

##### Finsko
Některé reprezentativní údaje o emisích CO2 poskytl průzkum LIPASTO o průměrných přímých radiačně významných emisích (bez započtení dalších vlivů na záření ve vysoké nadmořské výšce) letadel vyjádřených jako množství CO2 a ekvivalentu CO2 na osobokilometr:
- Domácí na krátké vzdálenosti, méně než 463 km: 257 g/km, 259 g/km
- Domácí na velké vzdálenosti, větší než 463 km: 177 g/km, 178 g/km
- Dálkové lety: 113 g/km, 114 g/km.

(Je vidět, že započítání sazí, jediné další složky oněch emisí s přímým vlivem na záření, je v tomto případě bezvýznamné.)
Tyto emise jsou podobné čtyřmístnému osobnímu vozu obsazenému jednou osobou; avšak letecké cesty jsou často na delší vzdálenosti, než by byly podniknuty autem, takže celkové emise jsou mnohem vyšší.

##### Spojené státy americké
Na jednoho cestujícího v typické ekonomické třídě zpátečního letu New York-Los Angeles například připadá asi 715 kg CO2. To lze ovšem přepočítat na ekvivalent 1917 kg CO2, když se vezme do úvahy výsledné radiační působení ve vysokých výškách vč. produkce ozónu a cirrů. Celkové emise z linkových letů tryskových letadel jsou přitom podstatně vyšší než z charterových letů nebo z turbovrtulových letadel.

##### Mezinárodní lety
Asi 60 procent emisí z letectví pochází z mezinárodních letů a tyto lety nejsou pokryty Kjótským protokolem a jeho cíli na snížení emisí. Nověji však: 
"Agentura pro civilní letectví Organizace spojených národů ratifikovala ve čtvrtek [6. října 2016] dohodu o omezení emisí působících globální oteplování z mezinárodních letů, což je první pakt o změně klimatu, který stanoví celosvětové limity pro jediný průmysl. Dohoda, přijatá velkou většinou Mezinárodní organizací pro civilní letectví s 191 členskými státy na zasedání v Montrealu, stanoví emise leteckých společností v roce 2020 jako horní hranici toho, co si mohou dopravci dovolit. Aerolinky, které ten limit později překročí, což se u mnohých očekává, budou muset kompenzovat (offsetovat) svůj nárůst emisí nákupem kreditů z jiných odvětví a z projektů, které snižují emise skleníkových plynů."

##### British Airways
Čísla letecké společnosti British Airways naznačují, že u velkých proudových letadel jsou emise oxidu uhličitého 100 g na osobokilometr (jde o údaj, který nebere v úvahu produkci dalších znečišťujících látek nebo kondenzačních stop).

#### Emise podle cestovní třídy a vliv konfigurace sedadel
V roce 2013 zveřejnila Světová banka studii o vlivu létání svých zaměstnanců v obchodní třídě nebo v první třídě na emise CO2 oproti tomu, kdyby cestovali v ekonomické třídě. Mezi faktory se počítalo, že v těchto prémiových třídách je méně sedadel, vztaženo na prostorovou kapacitu letounu; letadlo je tak méně využito, aniž by úměrně klesla jeho hmotnost za letu. Tato skutečnost nebyla zohledněna v předchozích standardních metodách "uhlíkového účtování". Studie dospěla k závěru, že při posuzování příslušných průměrných faktorů zatížení (procento obsazených sedadel) v každé třídě sedadel je uhlíkové stopa obchodní třídy a první třídy třikrát a devětkrát vyšší než ekonomická třída. Související článek Mezinárodní rady pro čistou dopravu dále popisuje vliv uspořádání sedadel na uhlíkové emise:
Model A380 je uváděn na trh jako "zelený obr" a je jedním z nejmodernějších leteckých letadel. Tato interpretace je však založena na konfiguraci letadla s maximální kapacitou kolem 850 cestujících v ekonomické třídě. Ve skutečnosti má typické letadlo A380 525 míst. Účinnost využití paliva na přepravu osob je srovnatelná s B747-400 ER a dokonce asi o 15 procent horší než B777-300ER na základě počtu cestujících (vypočteno pomocí systému Piano-5 při letu z Abú Zabí do Londýna za předpokladu 80% faktoru obsazení a průměrného provozního počtu sedadel).

### Celkové klimatické účinky
Při pokusech o shromáždění a kvantifikaci celkových klimatických dopadů letadel na klimatickou změnu odhaduje Mezivládní panel pro změnu klimatu (IPCC), že celkový dopad letecké dopravy na klimatické změny je přibližně dvojnásobek až čtyřnásobek jeho přímých emisí CO2 (s výjimkou potenciálního dopadu na zesílení řasovité oblačnosti). Toto se měří jako radiační působení. I když existuje nejistota ohledně přesné úrovně dopadů NOx a vodní páry, vlády přijaly široký vědecký názor, že mají vliv. Celosvětově v roce 2005 přispěla letecká doprava „pravděpodobně až 4,9 procenty radiačního působení.“ Prohlášení vlády Spojeného království zdůraznilo potřebu, aby si letecká doprava řešila své celkové klimatické dopady na změny klimatu a ne pouze dopad CO2. Příspěvek kondenzačních stop a cirrů z nich vyvinutých je pravděpodobně větší.
Studie o létání obyvatel Švédska užívala pro celkový oteplující účinek emisí oproti pouhému CO2 koeficient 1,9 při užití potenciálu globálního oteplování na 100 let. Ekvivalent na jednoho obyvatele a rok 2017 tak vyšel na 1,1 t. Autoři též odkazují na interaktivní mapu pro výpočet pro zpáteční let odkudkoliv kamkoliv.
IPCC odhaduje, že letectví je odpovědné za přibližně 3,5 procent antropogenních klimatických změn; toto číslo zahrnuje jak účinek CO2, tak i účinek způsobený jinými emisemi. IPCC vytvořil scénáře odhadující, jaká by mohla být tato hodnota v roce 2050. Shrnující odhad je, že příspěvek letectví by mohl do roku 2050 narůst až na pět procent z celkového příspěvku, pokud se tyto emise nebudou řešit, ačkoli nejvyšší scénář je na úrovni 15 procent. Kromě toho, pokud by jiná průmyslové odvětví dosáhla výrazného snížení vlastních emisí skleníkových plynů, mohl by se také zvýšit podíl letectví na zbývajících emisích.

### Budoucí úrovně emisí
Přestože došlo k významnému zlepšení palivové účinnosti díky technologii letadel a provozního řízení, jak je zde popsáno, tak tato zlepšení neustále ohrožuje nárůst objemu letecké dopravy.
Zpráva z prosince 2015 uvádí, že letectví by mohlo do roku 2050 generovat 43 Gt uhlíkových emisí, které spotřebují téměř 5% celkového globálního rozpočtu. Bez regulace se globální emise z letectví mohou do poloviny století ztrojnásobit a mohly by emitovat více než 3 Gt uhlíku ročně v rámci scénáře s vysokým růstem a scénářem „podnikání jako obvykle“. Úsilí o přenesení emisí z letectví do kontextu účinného celosvětového ujednání se doposud nezdařilo, a to navzdory existenci řady technologických a provozních vylepšení.

#### Neustálé zvyšování cestování a přepravy nákladů
Od roku 1990 do konce roku 2017 rostly osobokilometry o přibližně 5 % ročně, a to i při přerušeních po událostech z 11. září 2001 a dvou významných válečných konfliktech. Od nástupu současné recese:
Během prvních tří čtvrtletí roku 2010 se trh s leteckou dopravou rozšířily o roční sazbu přibližně o 10 %. To je podobné rychlosti pozorované v rychlé expanzi před recesí. Listopadové výsledky znamenají, že roční míra růstu dosud ve čtvrtém čtvrtletí klesla zpět na přibližně 6 procent. To je však stále v souladu s dlouhodobým historickým tempem růstu dopravy. Úroveň mezinárodní letecké dopravy je nyní 4 procentní body vyšší než před recesní špičkou počátků roku 2008 a zdá se, že současná expanze pokračuje.
Profesor Kevin Anderson z Tyndallova centra pro výzkum klimatických změn v roce 2008 ve svém přednášce a v článku ukázal, jak pokračující letecký růst ve Spojeném království ohrožuje schopnost této země splnit cíle snižování emisí CO2, zvýšení teploty dokonce na 4 ° nebo 6 °C. Jeho grafy ukazují, že zvýšení emisí uhlíku v domácí letecké dopravě pro Velkou Británii vyrostlo z 11 Mt v roce 2006 na 17 Mt v roce 2012, při historickém ročním růstu emisí Spojeného království o sedm procent. Po roce 2012, kdyby se tempo růstu snížilo na tři procenta za rok, by emise uhlíku v roce 2030 činily 28 milionů tun, což je 70 % celkového rozpočtu Spojeného království pro tento rok pro všechna hospodářská odvětví. Tato práce také naznačuje předvídatelnou budoucnost, která stojí před mnoha jinými zeměmi, které mají vysokou závislost na letectví. „Hypermobile Travelers“, akademická studie Stefan Gössling a kol., (2009) v knize Climate Change and Aviation (Změna klimatu a letectví) také poukazuje na dilema způsobenou rostoucí hypermobilitou cestujících v letecké dopravě v jednotlivých zemích a globálně.

### Příležitost pro zlepšení

#### Účinnost letadel
Zatímco novější modelová trysková letadla jsou podstatně palivově efektivnější (a proto produkují méně CO2) než první proudová letadla, nové modely letadel v roce 2000 byly sotva efektivnější na osobokilometr než nejmodernější letadla z konce padesátých let (např. Constellation L-1649-A a DC-7C). Požadavky na vysoký zisk na efektivitu letadel v posledních desetiletích (přestože jsou zčásti pravdivé) byly ve většině studií zaujaté vysokou úrovní využívání prvotně neefektivních modelů proudových letadel jako základní hladina. Tato letadla byla optimalizována pro zvýšení výnosů, včetně zvýšené rychlosti a zvýšené letové hladiny, a jsou poměrně palivově neefektivní v porovnání pístovými pohony jejich předchůdců.
Turbovrtulová letadla dnes, pravděpodobně zčásti kvůli jejich nižším cestovním rychlostem a nadmořským výškám (podobné jako dřívějším letadlům poháněným pístovými motory) ve srovnání s proudovými letadly – hrají zřetelnou roli v celkové palivové účinnosti velkých leteckých společností, které mají regionální dceřiné společnosti. Například, i když aerolinky Alaska Airlines dosáhly vrcholu v oblasti hodnocení spotřeby paliva v pořadí v letech 2011–2012, pokud by její rozsáhlý regionální dopravce – turbovrtulovým motorem vybavený Horizonem Air – byl vynechán ze soustředěné úvahy, že hodnocení letecké společnosti by bylo poněkud nižší, uvedeno v hodnocení.
Výrobci letadel usilují o snížení emisí CO2 i NOx u každé nové generace konstrukce letadel i motoru. Zatímco zavedení modernějších letadel představuje příležitost ke snižování emisí na jeden letoun kilometru cestujících, letadla jsou významnými investicemi, které trvají po mnoho desetiletí, a nahrazení mezinárodní flotily je proto dlouhodobým záležitostí, která značně zpozdí realizaci klimatických přínosů mnoho druhů vylepšení. Motory mohou být v určitém okamžiku měněny, ovšem letadla mají dlouhou životnost. Kromě toho, spíše než lineární z jednoho roku na rok se zlepšení účinnosti mají tendenci se snižovat spíše časem, jak se to odráží v historii letadel s pístovými i proudovými motory.
Studie hodnocení životního cyklu (od kolébky po hrob) snížení emisí CO2 z letectví z roku 2014 pomocí letadel z polymerů vyztužených uhlíkovými vlákny, jako je Boeing 787 – včetně jeho výroby, provozu a případného odstranění – ukázalo, že do roku 2050 by mohly snížit emise CO2 v leteckém průmyslu o 14–15 % ve srovnání používání konvenčních letadel. Výhoda této technologie není vyšší než toto snížení, a to navzdory nižší hmotnosti a podstatně nižší spotřebě takových letadel „kvůli omezenému proniknutí flotily do roku 2050 a zvýšené poptávce po letecké dopravě kvůli nižším provozním nákladům“.

#### Efektivita provozu
Výzkumné projekty, jako je program společnosti Boeing ecoDemonstrator, se snažily identifikovat způsoby, jak zlepšit efektivitu provozu komerčních letadel. Americká vláda tento výzkum podpořila prostřednictvím grantových programů, včetně programu kontinuální nižší energie FAA, programu Emise a hluk (CLEEN) a projektu NASA pro ekologický odpovědné letectví (ERA).
Přidání elektrického pohonu k příďovému kolu letadla může zvýšit účinnost paliva při manipulaci na zemí. Toto přidání by umožnilo popojíždění bez použití hlavních motorů.
Další navrhovanou změnou je začlenění systému elektromagnetického leteckého katapultu na přistávacích a vzletových dráhách letišť. Některé společnosti, jako je Airbus, tuto možnost nyní zkoumají. Přidání tohoto systému by civilním letadlům umožnilo spotřebovat mnohem méně pohonných hmot (při vzletu je spotřeba paliva ve srovnání s plachtěním při přepočtu na kilometr mnohem vyšší). Myšlenkou je, aby letadlo vzlétlo při běžných rychlostech letadel a používalo pouze katapult pro vzlet, nikoliv pro přistání.
Další možnosti plynou z optimalizace časových rozvrhů leteckých linek, traťových sítí a letových kmitočtů pro zvýšení zatížení (minimalizace počtu prázdných prázdných sedadel) spolu s optimalizací vzdušného prostoru. Jedná se však o jednorázové zisky, a protože tyto příležitosti jsou postupně splněny, lze od zbývajících možností očekávat snížení výnosů.
Dalším možným snížením dopadů na změnu klimatu je omezení letů ve vysokých výškách. To by vedlo k výraznému snížení kondenzačních stop ve vysokých výškách pro marginální kompromis zvýšeného letového času a odhadovaného zvýšení emisí CO2 o 4 %. Nevýhody tohoto řešení zahrnují velmi omezenou kapacitu vzdušného prostoru, zvláště v Evropě a Severní Americe, a zvýšení spalování pohonných hmot, protože proudová letadla jsou méně účinná v nižších cestovních výškách.
Zatímco opatření není vhodné pro dálkové nebo transoceánské lety, turbovrtulová letadla používaná pro lety dojíždějících přinášejí dvě významné výhody: často spalují mnohem méně paliva na každá osobo kilometr a obvykle letí v nižších nadmořských výškách, a to uvnitř tropopauzy, kde nejsou žádné obavy ohledně výroby ozónu nebo kondenzačních stop.

#### Alternativní paliva
Někteří vědci a společnosti jako GE Aviation a Virgin Fuels zkoumají technologie biopaliv pro použití v proudových letadlech. Některé letadlové motory, jako např. Wilksch WAM120 (dvoutaktní dieselový motor), mohou být poháněny rostlinným olejem. Také řada motorů Lycoming dobře funguje na etanolu.
Kromě toho se také provádí pokusy, které kombinují běžné ropné palivo s biopalivem. Například jako součást takového testu letecká společnost Virgin Atlantic přeletěla 24. února 2008 s letadlem Boeing 747 z Letiště Heathrow u Londýna na letiště Amsterdam Schiphol, přičemž jeden motor spaloval kombinaci kokosového a babassového oleje. Vrchní vědec britské pobočky Greenpeace Doug Parr řekl, že let byl „greenwashingem ve velké výšce“ a že produkce biopaliv z organických olejů může vést k odlesňování a velkému nárůstu emisí skleníkových plynů. Většina letadel na světě nejsou velká letadla, ale menší pístová letadla a s velkými úpravami je mnoho schopno používat etanol jako palivo. Dalším faktorem je obrovské množství pozemků, které by byly nezbytné k zajištění surové biomasy potřebné k podpoře potřeb civilního i vojenského letectví.
V prosinci roku 2008 letoun společnosti Air New Zealand dokončil první zkušební let komerčního letectví na světě, který částečně využívá palivo založené na dávivci. Dávivec používaný pro výrobu bionafty může růst na okrajích zemědělské půdy, kde mnoho stromů a plodin nebude růst, nebo kde by mělo jen pomalé přírůstky. Společnost Air New Zealand stanovila pro dávivec několik obecných kritérií udržitelnosti, přičemž uvádí, že takové biopaliva nesmí soutěžit s potravinovými zdroji, že musí být stejně dobré jako tradiční letecké palivo a že by mělo být nákladově konkurenceschopné s existujícími palivy.
V lednu 2009 společnost Continental Airlines použila udržitelné biopalivo, aby poprvé v Severní Americe uvedla do provozu komerční letadlo. Toto představuje první demonstrativní let na udržitelného biopalivo u komerčního dopravce, který použil dvojmotorové letadlo Boeing 737–800 poháněné motory CFM International CFM56–7B. Směs biopaliv zahrnovala komponenty odvozené z řas a dávivce.
Biopalivová alternativa k leteckému benzínu se vyvíjí tzv. Swift palivo. Toto palivo bylo schváleno zkušebním palivem společností ASTM International v prosinci 2009, což společnosti umožnilo pokračovat ve svém výzkumu a provádět certifikační zkoušky. Mary Rusek, prezident a spolumajitel společnosti Swift Enterprises, předpovídal v té době, že „100SF bude mít srovnatelnou cenu, bude šetrnější k životnímu prostředí a mnohem úspornější než jiné běžné letecké pohonné látky na trhu“.
Od června 2011 revidované mezinárodní normy týkající se leteckých pohonných hmot oficiálně umožňují komerčním leteckým společnostem míchat konvenční proudové palivo s až 50 % biopaliva. Obnovitelné palivo „lze v rámci nově vydané normy ASTM D7566, Specifikace pro letecké turbínové palivové zdroje obsahující syntetické uhlovodíky smíchat s konvenčními komerčními a vojenskými palivy.“
V prosinci roku 2011 FAA oznámila, že oceňuje 7 miliony amerických dolarů osm společností, které podpoří vývoj komerčních leteckých biopaliv se zvláštním zaměřením na palivo ATJ (alkohol na let). Jako součást svých programů CAAFI (Iniciativa pro alternativní palivovou iniciativu v oblasti letectví) a programu CLEEN (Pokračující nízké emise, energie a hluk) plánuje FAA pomoci při vývoji udržitelného paliva (z alkoholů, cukrů, biomasy a organických látek, jako je pyrolýzní oleje), které mohou být „puštěny“ do letadla bez změny současné infrastruktury. Grant bude také použit pro výzkum toho, jak palivo ovlivňuje životnost motoru a standardy kontroly kvality.
Zkapalněný zemní plyn je dalším palivem, které se používá v některých letadlech. Vedle nižších emisí skleníkových plynů (v závislosti na tom, odkud se zemní plyn získává) je dalším velkým přínosem pro provozovatele letadel cena, která je daleko nižší než cena tryskového paliva.

#### Elektrické letadlo
Ve Velké Británii doprava, včetně letectví, jako stále rostoucí zdroj emisí, tvoří 4 %, dle očekávání až do roku 2050; a poptávka cestujících se možná bude muset snížit. Dle Výboru pro změnu klimatu (CCC) vlády Spojeného království je cíl království o 80% snížení k roku 1990 do roku 2050 dosud dosažitelný, avšak Pařížská dohoda by měla snižovat emisní cíle. Jejich úloha spočívá v tom, že emise v problematických odvětvích, jako je letectví, by měly být kompenzovány odstraňováním skleníkových plynů, zachytáváním a skladováním uhlíku a opětovným zalesněním.
Pro CCC jsou nejisté obrovské technologické posuny, ale konzultant Roland Berger poukazuje na 80 nových programů elektrických letadel za poslední dva roky, čistě elektrické pro menší stroje tvoří asi dvě třetiny a hybrid pro větší letadla zbylou třetinu, do 2030 na krátkých trasách jako je Londýn do Paříže a s celoelektrickým letadlem neočekávaným před rokem 2045. Berger předpovídá 24% podíl CO2 na letectví do roku 2050, pokud se palivová účinnost zlepší o 1 % ročně a pokud nebudou žádné elektrické nebo hybridní letadla, klesne na 3–6 %, pokud budou desetiletá letadla nahrazena elektrickým nebo hybridním letadlem kvůli regulačním omezením, které začnou v roce 2030, dosáhnout 70 % vozového parku v roce 2050. Tím by se však značně snížila hodnota stávajícího letadla.
Omezení dodávek bateriových článků by mohlo brzdit jejich přijetí v oblasti letectví, neboť soutěží s jinými průmyslovými odvětvími, jako jsou elektrická vozidla. Jak se ukázalo, Lithium-iontové baterie jsou křehké a náchylné na hoření a jejich kapacita se s věkem zhoršuje. Je snaha najít alternativy jako jsou například sodíkové iontové baterie.

### Snížení leteckého cestování

#### Osobní volby a sociální tlak
Krátké německé video The Bill zkoumá, jak cestovní ruch a jeho dopady jsou běžně v každodenním rozvinutém světě a ve společenském tlaku, kde jsou ve hře. Britský spisovatel George Marshall zkoumal společné racionalizace, které působí jako překážky při rozhodování o osobních volbách, jako je méně cestovat nebo ospravedlňovat si nedávné cesty. V neformálním výzkumném projektu „jste vítáni se připojit“ řekl, že záměrně naváděl rozhovory s lidmi, kteří jsou naladěni na problémy spojené s klimatickými změnami, na otázky týkající se jejich nedávných dálkových letů a na to, proč je cesta oprávněná. Při úvahách o činnostech, které jsou v rozporu s jejich přesvědčením, poznamenal: „zajímavé, protože jejich nesoulad může být to, což je zvláště odhalení, že každý z těchto lidí má povolání, které je založeno na předpokladu, že informace je dostačující pro vyvolání změny – předpoklad, kdy okamžitá introspekce by jim ukázala, že byl hluboce vadný.“

#### Obchodní a profesionální volby
Technologie Access Grid již byla (do roku 2003) například úspěšně použita k pořádání několika mezinárodních konferencí a technologie od té doby pravděpodobně výrazně pokročila. Tyndallské středisko pro výzkum klimatických změn (The Tyndall Centre for Climate Change Research) systematicky studuje prostředky ke změně společných institucionálních a odborných postupů, které vedly k rozsáhlým emisím uhlíku z cestování výzkumnými vědci, a vydalo zprávu.

#### Ukončení pobídek věrnostních programů
Více než 130 leteckých společností má „věrnostních programy“ založené alespoň částečně na kilometrech, bodech nebo částech za podniknuté lety. Celkově tyto programy zahrnovaly přibližně 163 milionů lidí, jak bylo uvedeno v roce 2006. Tyto programy jsou přínosem pro letecké společnosti tím, že obyvatelé cestují letadly a prostřednictvím mechanizmu partnerství se společnostmi z oblasti platebních karet a jiných podniků, ve kterých příjmy z vysokého ziskového rozpětí mohou představovat prodej volných míst za vysokou cenu. Jedinou součástí společnosti United Airlines, která vydělala peníze, když společnost podala návrh na konkurz v roce 2002, byl její program věrnostních programů.
Co se týče obchodních cest, „Jednoduchost mezinárodního leteckého cestování a skutečnost, že pro většinu z nás jsou náklady hrazeny našimi zaměstnavateli, znamená, že… globální konferenční cestování je často považováno za zaměstnanecké výhody.“ Nicméně výhoda obvykle není jen vlastní obchodní cesta, ale také body do programu pravidelných letů, které jednotlivci narůstají cestou a který může později použit pro soukromé letecké cesty. Tím vzniká střet zájmů, který může vést k vytvoření tlaku zdola nahoru v rámci organizace, aby se více cestovalo, i když to není ve skutečnosti nutné. Dokonce i když takový konflikt není motivací, očekává se, že v mnoha případech bude možné si udělat osobní výlet, které by se nekonaly, pokud by se za lístek muselo zaplatit osobními prostředky.
Použitím kreditní karty sponzorované leteckou společností na zaplacení domácích výdajů,soukromých nebo obchodních účtů nebo dokonce výdajových účtů účtovaných zaměstnavateli mohou být věrnostní body rychle nasbírány. Tudíž volné cestování – za kterou jednotlivec nemusí nic extra platit- se stává realitou. V celé společnosti lze očekávat, že to také povede k mnoha emisím z letecké dopravy a k emisím skleníkových plynů, ke kterým by jinak nedošlo.
Několik studií zvažovalo odstranění věrnostních programů (VP) na základě proti konkurenceschopnosti, etiky, konfliktu s celkovým blahem společnosti nebo klimatických vlivů. Existuje záznam o tom, že vlády zamítají nebo zakazují VP a průmyslový hráči, kteří požadují zákaz. Dánsko programy nepovolilo až do roku 1992 a poté změnilo svou politiku, protože její letecká společnost byla znevýhodněna V roce 2002 zakázalo Norsko domácí VP s cílem podpořit hospodářskou soutěž mezi jejími leteckými společnostmi. V USA v roce 1989 viceprezident Braniff „řekl, že vláda by měla uvažovat o ukončení věrnostních programů pro časté létání, které podle něj umožňují nekalou soutěž.“
Kanadská studie uvedla, že kvůli konkurenci nemohla žádná letecká společnost jednostranně ukončit svůj VP, ale že národní vláda by mohla využít své regulační pravomoci k tomu, aby programy obecně ukončila, což by v případě Kanady také vyžadovalo spolupráci v celé Severní Americe. V další analýze skandinávská studie, která doporučila ukončení věrnostních programů, uvedla: „Jediný možný způsob, jak úspěšně zakázat VP nyní, když se rozšířili z USA do Evropy na Dálný východ, by to bylo na globálním základě. Základ existuje: mohl by být proveden Světovou obchodní organizací.“ Nedávná studie, která zkoumala časté létání ve Velké Británii a Norsku, se zabývala behaviorálním dopadem častého létání a „dilematu letáků“ konfliktu mezi „sociálním a osobním přínosem létání a dopadu letecké dopravy na změnu klimatu“. Došla k závěru, že:
To vyžaduje vládní kroky.

#### Potenciál pro vládní omezení na vyžádání
Jedním ze způsobů, jak snížit dopad letectví na životní prostředí, je omezit poptávku po letecké dopravě prostřednictvím zvýšeného jízdného, namísto rozšiřování kapacity letišť. Několik studií zkoumalo toto:
- Studie Spojeného království Predict and Decide – Aviation, climate change and UK policy (Předvídat a rozhodnout – letectví, změna klimatu a politika Spojeného království) konstatuje, že 10procentní nárůst jízdného způsobuje snížení poptávky o 5–15% a doporučuje, aby britská vláda spíše řídila poptávku než jí nabízela.[99] To by bylo dosaženo strategií, která předpokládá „… proti rozšíření kapacity letišť v Británii“ a omezuje poptávku použitím ekonomických nástrojů, aby ceny letecké dopravy byly méně atraktivní.[99]
- Studie zveřejněná kampaní Aviation Environment Federation (AEF) dospěla k závěru, že při vyčíslených 9 miliard liber dodatečných daní by roční míra růstu poptávky ve Spojeném království po letecké dopravě by byla snížena o dvě procenta.[100]
- Devátá zpráva Výboru pro životní prostředí britské Sněmovny byla zveřejněna v červenci 2006 a doporučuje, aby britská vláda přehodnotila svou expanzní letištní politiku a domnívá se způsoby, zejména prostřednictvím zvýšeného zdanění, ve kterých mohou být budoucí poptávka spravovány v souladu s výkonem průmyslu v dosažení palivové účinnosti, aby nedocházelo k nárůstu emisí v absolutních hodnotách.[101]

### Mezinárodní regulace emisí skleníkových plynů v letecké dopravě

#### Kjótský protokol (2005)
Emise skleníkových plynů ze spotřeby paliva v mezinárodním letectví v rozporu s domácí leteckou dopravou a v rozporu s využíváním energie na letištích jsou vyloučeny z oblasti působnosti prvního období (2008–2012) Kjótského protokolu, stejně jako ne CO2 klimatický efekt. Místo toho se vlády dohodly, že budou pracovat prostřednictvím Mezinárodní organizace pro civilní letectví (ICAO) s cílem omezit nebo snížit emise a nalézt řešení pro přidělování emisí z mezinárodního letectví v době druhého období Kjótského protokolu od roku 2009; Kodaňská klimatická konference však nedosáhla dohody.
Nedávný výzkum poukazuje na tento neúspěch jako na značnou překážku globální politiky, včetně způsobu snižování emisí CO2, který by zabránil nebezpečné změně klimatu udržením růstu průměrné globální teploty pod 2 °C.

#### Přístupy k obchodování s emisemi
V rámci tohoto procesu ICAO podpořila přijetí otevřeného systému obchodování s emisemi za účelem dosažení cílů snižování emisí CO2. V současné době jsou vypracovány pokyny pro přijetí a provádění globálního systému, které měly být předloženy shromáždění ICAO v roce 2007 ačkoli vyhlídky na komplexní mezivládní dohodu o přijetí takového systému jsou nejisté.
V Evropské unii se však Evropská komise rozhodla začlenit leteckou dopravu do systému EU pro obchodování s emisemi (ETS). Evropská komise přijala novou směrnici v červenci 2008 a schválila ji Rada v říjnu 2008. Začala platit 1. ledna 2012.
Vědci z Institutu pro zámořské rozvojové výzkumy zkoumali možné účinky rozhodnutí Evropské unie omezit dodávky certifikovaných snížení emisí (CER) na trh s ETS pro nejméně rozvinuté země (NRZ) od roku 2013 na Malé ostrovní rozvojové státy (SIDS). Většina SIDS je velmi zranitelná vůči dopadům změny klimatu a silně se spoléhá na cestovní ruch jako základ pro své ekonomiky, takže toto rozhodnutí by mohlo být jejich znevýhodnění. Výzkumní pracovníci proto zdůrazňují potřebu zajistit, aby veškeré regulační rámce zavedené k řešení změny klimatu zohledňovaly rozvojové potřeby postižených nejvíce ohrožených zemí.
Ve zprávě vydané výzkumnými pracovníky Centra pro letectví, dopravu a životní prostředí z Metropolitní univerzitě v Manchesteru bylo zjištěno, že jediný způsob, jak mít významný dopad na emise, je stanovit cenu uhlíku a použít tržní opatření (MBM) jako systém EU pro obchodování s emisemi (ETS).

#### Mezinárodní dohoda o organizaci civilního letectví (2016)
V říjnu 2016 Mezinárodní organizace pro civilní letectví (ICAO), agentura Organizace spojených národů, dokončila dohodu mezi svými 191 členských zemí, jak řešit více než 458 Mt (2010) oxidu uhličitého emitovaného každoročně mezinárodními osobními a nákladními lety. Dohoda bude využívat systém kompenzace s názvem CORSIA (systém kompenzace a snižování emisí uhlíku pro mezinárodní letectví), podle něhož jsou přímo financovány činnosti v oblasti lesního hospodářství a dalších činností snižujících emise uhlíku, což představuje zhruba dvě procenta ročních příjmů tohoto odvětví. Pravidla proti „dvojímu započítání“ by měla zajistit, aby stávající snahy o ochranu lesů nebyly recyklovány. Schéma vstoupí v platnost až v roce 2021 a bude dobrovolné až do roku 2027, ale mnoho zemí, včetně USA a Číny, slíbilo, že začne od počátku roku 2020. Podle dohody je celosvětový cíl týkající se emisí z letecké dopravy do roku 2050 ve srovnání s rokem 2005 50 %. Nevládní organizace na dohodu reagovaly smíšeně.
Dohoda má své kritiky. Není v souladu s dohodou o Pařížskou dohodou o klimatu z roku 2015, která stanovila cíl omezit globální oteplování o maximálně 1,5 až 2 °C. Pozdější pracovní návrh dohody vyžadoval, aby odvětví letecké dopravy posuzovalo svůj podíl na globálním rozdělení emisí uhlíku tak, aby bylo dosaženo tohoto cíle, ale text byl ve schválené finální verzi odstraněn. CORSIA bude regulovat pouze asi 25 procent mezinárodních emisí leteckého průmyslu, jelikož vylučuje všechny emise pod úrovní roku 2020 a dovoluje dosud neregulovaný růst. Počátečního dobrovolného období se bude účastnit pouze 65 zemí, mezi které nepatří významní emitenty Rusko, Indie a možná ani Brazílie. Dohoda nezahrnuje emise z vnitrostátní letecké dopravy, které představují 40% celkových emisí celosvětového průmyslu. Jeden z pozorovatelů ICAO dohody zaznamenal toto shrnutí: „Letecké společnost tvrdící, že létání nyní bude zelené, je mýtus. Užívání letadla je nejrychlejší a nejlevnější způsob, jak usmažit planetu a tato dohoda nesníží poptávku po tryskovém palivu ani o jednu kapku. Místo kompenzace má za cíl snížit emise v jiných průmyslových odvětvích…“ Jiný kritik ji nazval „skromným krokem správným směrem“.

### Vlivy změny klimatu na letectví

#### Zvýšená turbulence
Ve zprávě zveřejněné ve vědeckém časopise Nature Climate Change se předpokládá, že zvyšující se hodnoty CO2 povedou k výraznému zvýšení turbulencí během letů transatlantických leteckých společností do poloviny 21. století. Vedoucí autor studie, Paul Williams, výzkumný pracovník Národního centra pro atmosférické vědy na Univerzitě v Readingu, uvedl: „Vzdušné turbulence způsobují více než jen přerušení servisu nápojů během letu. Každoročně poškozuje stovky cestujících a posádek – někdy i smrtelně. Také způsobuje zpoždění a poškození letadel.“

## Hluk
Advokátní skupiny soudí, že je velmi těžké přitáhnout pozornost k hluku z letectví a následně i jednat. Základními otázkami jsou zvýšená doprava na větších letištích a rozšíření plochy na menších a regionálních letištích. Letecké úřady a letecké společnosti vyvinuly proceduru konečného přiblížení stálým klesáním, aby snížily hladinu hluku. Aktuální platné normy pro hluk platné od roku 2014 jsou FAA etapa 4 a (ekvivalentní) kapitola 4 EASA. Letadla s nižším standardem jsou omezena jen na určité tzv. časové okno nebo na mnoha letištích zcela zakázána. Fáze 5 vchází v platnost v letech 2017–2020. Kvantifikace a porovnání vlivů hluku na vzdálenost sedadla zohledňuje, že hluk z klouzavého (vodorovného) letu obvykle nedosahuje povrchu země (na rozdíl od povrchové dopravy), ale je soustředěn na letištích a v jejich blízkosti.

## Znečištění vody

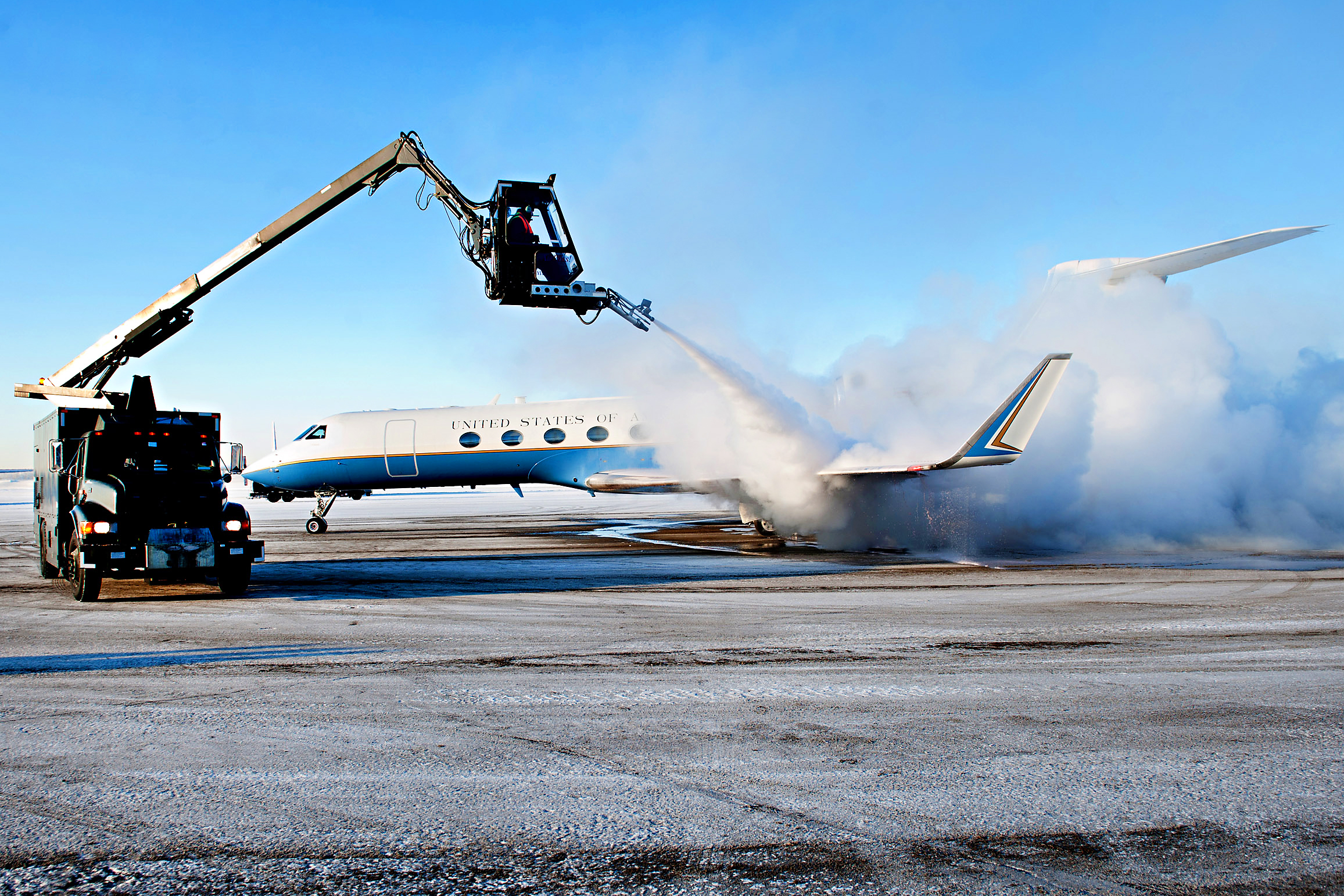
Odmrazování letadel. Nadbytečná tekutina pro odmrazování může kontaminovat nedaleké vodní útvary, pokud voda není řádně vyčištěna.

Letiště může způsobit významné znečištění vody v důsledku rozsáhlého používání a manipulace s palivem, mazivy a jinými chemikáliemi. Na letištích se instalují řídící jednotky pro kontrolu úniku a související zařízení (např. vysavače, přenosné berany, absorbenty), aby se zabránilo úniku chemikálií a aby se zmírňovaly dopady úniků, ke kterým dochází.
Při nízkých teplotách použití odmrazovacích prostředků může také způsobit znečištění vody, protože většina tekutin aplikována na letadla následně padá na zem a může být odvedena pomocí dešťových odtoků do okolních potoků, řek nebo pobřežních vod. :s.101 Letecké společnosti používají jako aktivní složku odmrazovací kapaliny na bázi ethylenglykolu nebo propylenglykolu. :s.4
Je známo, že etylenglykol a propylenglykol vykazují vysoké úrovně biochemické potřeby kyslíku (BSK) během degradace v povrchových vodách. Tento proces může nepříznivě ovlivnit vodní život tím, že spotřebuje kyslík, který potřebují vodní organismy k přežití. Když mikroorganizmy rozkládají propylenglykol, spotřebuje se velké množství nasyceného kyslíku (NK) ve vodním sloupci. :s.2–23
Dostatečná hladina nasyceného kyslíku v povrchových vodách je rozhodující pro přežití ryb, bezobratlých a dalších vodních organismů. Pokud koncentrace kyslíku klesnou pod minimální úroveň, organismy emigrují do oblastí s vyššími úrovněmi kyslíku, pokud jsou toho schopné a mají možnost, nebo nakonec zemřou. Tento účinek může drasticky snížit množství využitelného vodního prostředí. Snížení úrovně NK může snížit nebo eliminovat populace žijící u dna, vytvořit podmínky, které zvýhodňují změnu druhového profilu komunity nebo mění kritické interakce v potravní síti. :s.2–30

## Kvalita vzduchu
Ultrajemné částice (UJČ) jsou vypouštěny leteckými motory na zemi a blízko země, včetně popojíždění (rolování), vzletu, stoupání, klesání a přistání, jakož i při volnoběhu u nástupních bran a pojezdových drah. Další zdroje těchto částic jsou pozemní podpůrné zařízení pracující kolem letiště a terminálů. Studie o kvalitě ovzduší z roku 2014 zjistila, že oblast postižená ultrajemnými částicemi pocházejícími z odletu a přistání ve směru větru na Letišti Los Angleles je mnohem větší, než se dříve předpokládalo. Typické emise UJČ během vzletu jsou v řádu 1015–1017 částic vypouštěných z kilogramu spalovaného paliva. Netěkavé emise částic sazí jsou v počtu 1014 –1016 částic na kilogram paliva na základě počtu a řádově 0,1 až 1 gram na kilogram paliva na hmotnostním základě v závislosti na charakteristikách motoru a paliva.

### Emise olova
Zhruba 167 000 letounů s pístovými motory – asi tři čtvrtiny soukromých letadel ve Spojených státech amerických – uvolňuje do ovzduší olovo (Pb) kvůli olověnému leteckému palivu. Od roku 1970 do roku 2007 obecně všechna letadla v letecké dopravě vypustily podle Agentury pro ochranu životního prostředí ve Spojených státech amerických do atmosféry 34 000 tun olova. Olovo se považuje za vážnou ekologickou hrozbu ze strany Federálního úřadu pro leteckou dopravu, pokud se inhaluje nebo požije, a jeho příjem vede k nežádoucím účinkům na nervový systém, červené krvinky a kardiovaskulární a imunitní systém kojenců a malých dětí, obzvláště citlivých na i dokonce nízké hladiny olova; přispívá k problémům v oblasti chování a učení, nižšímu IQ a autismu.

## Radiační expozice
Při létání ve výšce 12 km jsou cestující i posádky proudových letadel vystaveny nejméně desetinásobku dávky kosmického záření, kterému jsou vystaveni lidé žijící na úrovni hladiny moře. Každé několik let magnetická bouře dovolí sluneční částice proniknout dolů do nadmořské výšky letadel. Letadla létající polárními trasami v blízkosti geomagnetických pólů jsou v enormním riziku.

## Využití půdy pro infrastrukturu
Letištní budovy, pojezdové dráhy a přistávací dráhy jsou součástí ekosystému letecké dopravy. Většina pohybů letadel se koná ve vzduchu ve výšce a tak mimo přímou interakci s citlivou přírodní nebo lidskou detekcí. To je v rozporu s tím, že silnice, železnice a kanály jsou velmi významné při využívání území a fragmentaci území (ekologických struktur), zatímco jsou potřebné pro pozemní dopravu po tolik kilometrů jako je ujetá vzdálenost.